# Skørping Hospital
Skørping Hospital ligger i den vestlige del af Skørping og blev opført i 1906 af Nationalforeningen til Tuberkulosens Bekæmpelse (nu Lungeforeningen). Hospitalet kendes også under navnene Skørping Sanatorium og Skørping Lungesanatorium samt navne på de privathospitaler, som siden 1991 har virket på stedet.
Hospitalet blev udformet af arkitekterne Valdemar Ingemann og Bernhard Ingemann (far og søn) og har et monumentalt og slotsagtig præg. I forlængelse af hovedbygningen findes en liggehal, hvor patienterne senge har været anbragt i frisk luft, som var en del af behandlingen. Også i bygningen blev der luftet flittigt ud, hvilket gav anledning til tilnavnet Fryseslottet.
Turberkulosen blev bekæmpet med held i 1950-erne, og frem til 1988 lejede Aalborg Amt bygningerne til hospital. Herefter forsøgte Tvind at etablere skole i bygningerne, men dette blev hindret af en servitut og en lokalplan. Fra 1991 blev bygningen anvendt som privathospital. Komplekset rummer nu både erhvervs- og boliglejemål.